# Der er Forskel paa Kong Salomon og Jørgen Hattemager
Der er Forskel paa Kong Salomon og Jørgen Hattemager er en dansk dokumentarfilm fra 1940 instrueret af Poul Eibye.

## Handling
Filmen belyser problemet vedrørende jævn fordeling af kunstgødning til korn og roer, og på grundlag af spredningsforsøg ved Statens Redskabsprøver anbefaler den Vilmosgødningssprederen.